# Huck Seed
Huckleberry Seed, detto Huck (Santa Clara, 15 gennaio 1969), è un giocatore di poker statunitense, campione del mondo nel 1996.
Vinse il Main Event delle World Series of Poker 1996, guadagnando 1.000.000$. Giunse al tavolo finale anche nel 1999, ma venne eliminato dal futuro campione Noel Furlong. Alle WSOP 2007 arrivò 73° su 6.358 partecipanti. Ha vinto in carriera quattro braccialetti WSOP. Nel 2010 ha chiuso al 1º posto il "WSOP Tournament of Champions", "side event" delle WSOP 2010.
Seed è apparso in diverse occasioni a Poker After Dark (programma del NBC). Nel 2009 ha vinto il National Heads-Up Poker Championship. Seed era una stella della squadra di basket del Caltech ed è stato protagonista nel documentario del 2006 Quantum Hoops.
Sino al 2011 ha guadagnato in tornei dal vivo più di 7.000.000$.

## Braccialetti delle WSOP
| Anno | Torneo                                      | Premio (US$) |
| ---- | ------------------------------------------- | ------------ |
| 1994 | $2.500 Pot Limit Omaha                      | $167.000     |
| 1996 | $10.000 No Limit Hold'em World Championship | $1.000.000   |
| 2000 | $1.500 Razz                                 | $77.400      |
| 2003 | $5.000 Razz                                 | $71.500      |